# وینکلزت
وینکلزت (به آلمانی: Winkelsett) یک شهر در آلمان است که در اولدنبورگ واقع شده‌است. وینکلزت ۶۵۰ نفر جمعیت دارد.